# 川棚町立川棚小学校
川棚町立川棚小学校（かわたなちょうりつ かわたなしょうがっこう、Kawatana Town Kawatana Elementary School）は、長崎県東彼杵郡川棚町中組郷にある公立小学校。

## 概要
歴史
1873年（明治6年）に創立。2013年（平成25年）に創立140周年を迎えた。
校訓
「たくましく心豊かに」
学校教育目標
「活力を持った思いやりのある子どもの育成」
校章
中央に校名の「川」と「小」を組み合わせたものを置いている。
校歌
作詞・作曲は不詳。歌詞は2番まであり、1番に校名の「川棚」が登場する。
校区
「長崎県東彼杵郡川棚町」の「数石・城山・下百津・上百津・栄町・岩立・野口・中組・宿・下組・国立病院・平島（一～四丁目）・新町・尾山・東白石」。中学校区は川棚町立川棚中学校。

## 沿革
- 1873年（明治6年）10月7日 -  彼杵郡川棚村下組郷に第五大学区長崎県管下第二中学区彼杵郡川棚村の小学校として「原田小学校」（原田の読みは「はるだ」）が設立される。
- 1878年（明治11年）- 郡制の施行により、彼杵郡が東西に分離。東彼杵郡に属することとなる。
- 1879年（明治12年）[2]- 川棚村下組郷字大久保に移転し、「新川小学校」（新川の読みは「しんせん」）に改称。
- 1882年（明治15年）3月7日[3] - 川棚村中組郷上倉の旧庄屋跡に移転し、「長濱小学校」に改称。
- 1884年（明治17年）
  - 8月4日 - 「川棚学区公立中等長濱小学校」に改称。
  - この年 - 石木小学校と小串小学校を統合し、それぞれ石木分校・小串分校とする。
- 1885年（明治18 年）- 「四ヶ浦区公立中等川棚小学校」に改称。
- 1886年（明治19年）
  - 7月[4]- 小学校令の施行に伴い、「尋常川棚小学校」に改称。
  - この年 - 東彼杵郡早岐村（現・佐世保市早岐地域）の権常寺に長崎県第十二高等小学校[5]が開校。
  - この年 - 石木分校と小串分校が分離し、それぞれ簡易石木小学校・簡易小串小学校として独立。
- 1889年（明治22年）4月1日 - 町村制の施行により、川棚村立の小学校となる。
- 1893年（明治26年）9月6日 - 高等科を併設し、「川棚尋常高等小学校 」に改称（尋常科4年・高等科4年）。
  - 早岐村の長崎県第十二高等小学校が廃止されたため。
- 1901年（明治34年）1月 - 校舎を改築（現・川棚町立川棚幼稚園の場所）。
- 1908年（明治41年）4月1日 - 小学校令の改正により、義務教育年限（尋常科の修業年限）が4年から6年に延長される。
  - 高等科1年を尋常科5年、高等科2年を尋常科6年、高等科3年を高等科1年、高等科4年を高等科2年に振り替える（尋常科6年・高等科2年）。
  - 石木尋常小学校から尋常科5・6年を委託される（修業年限延長による児童数増加に対応困難であったため）。
- 1909年（明治42年）4月 - 石木尋常小学校からの尋常科5・6年の委託が終了。
- 1914年（大正3年）4月25日 - 川棚実業補習学校が併置され、夜間教授を開始。
- 1920年（大正9年）- 実業補習学校で昼間授業を開始。
- 1924年（大正13年）10月 - 現在地に校舎を新築し移転を完了。
- 1926年（大正15年）- 実業補習学校が青年訓練認定となる。
- 1927年（昭和2年）
  - 4月 - 石木尋常小学校と小串尋常小学校の2校を統合し、石木分教場・小串分教場とする。
  - 11月 - 6教室と講堂を増築。
- 1934年（昭和9年）11月3日 - 川棚村が町制施行で川棚町となる。これにより川棚町立の小学校となる。
- 1935年（昭和10年）- 青年学校令の施行により、川棚実業補習学校が「川棚青年学校」に改称。
- 1937年（昭和12年）
  - 6月 - 新校舎と奉安殿が完成。
  - この年 - 青年学校との併設を解消（小学校の旧校舎を継続して青年学校が使用）。
- 1941年（昭和16 年）4月1日 - 国民学校令の施行により、「川棚町川棚国民学校 」に改称。尋常科を初等科に改める（初等科6年・高等科2年）。
- 1943年（昭和18年）
  - 9月10日 - 川棚町勤労報国隊が結成される。
  - 12月 - 学校防空壕作業が行われる。
- 1944年（昭和19年）
  - 4月1日 - 石木分教場が分離し、川棚町石木国民学校として独立。
  - 10月2日 - 高等科生徒、川棚海軍工廠への勤労動員が開始。
  - 11月21日 - 報国隊児童、早岐機関区へ動員される。
- 1945年（昭和20年）
  - 1月19日 - 川棚少年特攻隊を結成。
  - 3月27日 - 空襲対策として軍の指示で校舎の天井板を撤去。
  - 4月 - 高等科の授業を停止。ただし防空壕築造・食糧増産・生産力増強等の勤労動員は継続。
  - 7月8日 - 学徒隊を結成。
  - 8月15日 - 終戦。
  - 9月26日 - 米軍一個大隊進駐（川棚海軍工廠への軍使訪問）の情報があったため、当面学校を休業する。
  - 10月1日 - 学校を再開。
  - 12月17日 - 東彼杵教育会による国語・修身・地歴教科書の終戦に伴う削除箇所研究会が開催される。
- 1946年（昭和21年）
  - 1月7日 - 天皇・皇后の御真影を東彼北高事務所へ奉還。
  - 1月27日 - 終戦に伴い図書地図類の大整理処分を行う。
  - 2月1日 - 進駐軍（米軍）の査察を受ける。
  - 2月27日 - 奉安殿を撤去。
  - 4月1日 - 小串分教場が分離し、川棚町小串国民学校として独立。
    - 分教場の独立により、本校の校区を「数石・上百津・下百津・岩立・駅通り・平島・宿・中組・白石・城山」とする。
- 1947年（昭和22年）
  - 4月1日 - 学制改革（六・三制）が行われる。
    - 国民学校の初等科が改組され、「川棚町立川棚小学校」（現校名）となる。
    - 国民学校の高等科と青年学校の普通科が改組され、「川棚町立川棚中学校」となる。小学校の一部教室を借用。

  - 5月 - 中学校が旧海軍工員宿舎（現・長崎県立川棚高等学校校地）に移転。併設を解消。
- 1948年（昭和23年）9月 - 大水害により被害を受ける。復旧工事のため休業となる。
- 1960年（昭和35年）2月24日 -  給食室が完成、学校給食を開始。
- 1963年（昭和38 年）3月 - 校章を制定。
- 1971年（昭和46 年）
  - 3月31日 - 鉄筋コンクリート造3階建ての新校舎（第一期工事・普通教室12室）が完成。
  - 9月30日  - 管理室と特別教室（第二期工事）が完成。
- 1972年（昭和47年）
  - 4月 - 体育館が完成。
  - 5月 - 川棚町立学校給食センターが併設される。
  - 8月 - 運動場が完成。
- 1974年（昭和49 年）11月 - 普通教室を3室増築。
- 1981年（昭和56 年）11月 - プールが完成。
- 1985年（昭和 60年）3月 - 普通教室を3室増築。
- 1986年（昭和61年）4月 - 下組郷に新給食センターが完成し、移転。
- 1990年（平成 2年）5月 - 「育友会」を「PTA」に改称。
- 1991年（平成3年）8月 - 大規模改修工事が完了。
- 1992年（平成 4年）
  - 3月 - 観察池を設置。
  - 9月 - 西校舎の大規模改修工事が完成。
- 1993年（平成 5年）9月 - 東校舎の大規模改修工事が完成。
- 1998年（平成10年）2月 - コンピューター室を設置。
- 1999年（平成11年）7月 - 飼育舎・小鳥小屋を裏庭へ移設。
- 2000年（平成12年）
  - 4月 - 学校生活相談員「おかあさんのへや」を設置。
  - 11月 - 東校舎に洋式トイレを設置。
- 2002年（平成14年）8月 - 築山を学校園に改築。
- 2003年（平成15 年）8月 - 下水道接続工事が完了。

## アクセス
最寄りの鉄道駅
- JR九州 大村線　「川棚駅」

最寄りのバス停
- 西肥自動車（西肥バス）「川棚役場前」バス停

最寄りの道路
- 国道205号
- 長崎県道・佐賀県道4号川棚有田線

## 周辺
- 川棚町役場・中央公民館・川棚町郷土資料館
- 川棚町立川棚中学校
- 国立病院機構長崎川棚医療センター
- 長崎県立桜が丘特別支援学校
- 九州労働金庫川棚相談センター
- 長浜大明神宮
- 常在寺
- 川棚川

## 参考資料
- 「川棚町郷土誌」（2002年（平成14年）3月27日発行、川棚町教育委員会）p.472 - p.473, p.479 - p.481, p.496 - p. 497

## 関連事項
- 長崎県小学校一覧